# Revellín

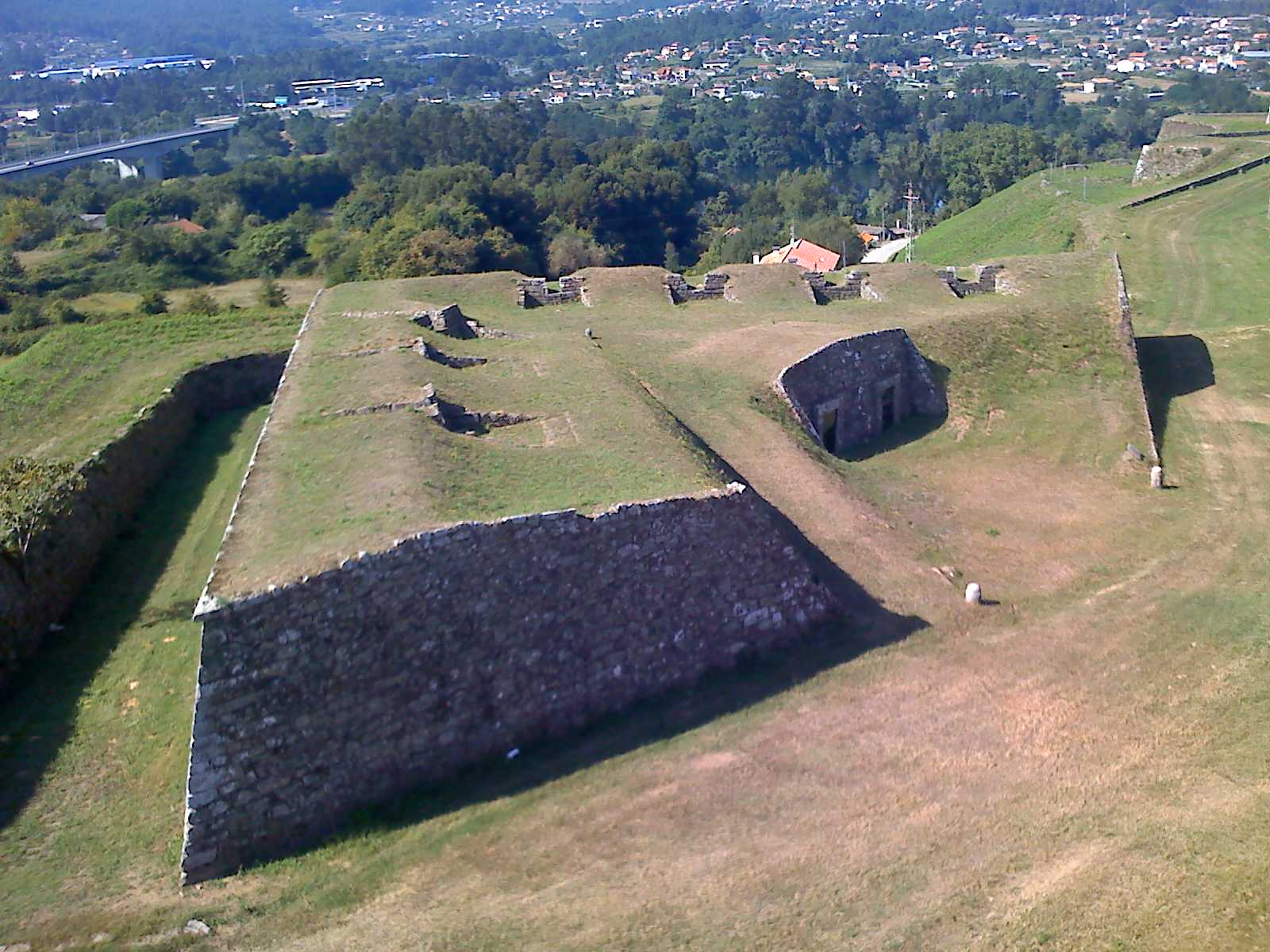
Revellín en la fortaleza de Valença, Portugal.

El revellín (en español antiguo también rebellín) es una fortificación triangular con un ángulo flaqueado y dos caras, pero sin traveses, es decir sin parapeto de defensa en la zona en que se enfrenta a la fortaleza. Se sitúa delante la cortina de la fortificación —generalmente al otro lado de un foso—, cuyo objetivo es dividir a una fuerza atacante y proteger los muros de cortina mediante fuego cruzado. Junto con otros elementos, forma parte del diseño llamado de traza italiana (de ahí su etimología, ya que procede del italiano rivellino o revellino).
Es similar a la media luna, y según algún autor por parte de los militares es habitual denominar también con este nombre al revellín.

## Descripción
Debido a la forma triangular, se diferencia de la luneta en que esta es semicircular, tiene menos grosor que los revellines y suelen carecer de dotación artillera, siendo más habitual la disposición de  banquetas para permitir a la infantería hacer fuego de fusilería.
El revellín puede estar precedido por una contraguardia, que no dispone de artillería y de la que normalmente la separaba un foso.
El primer ejemplo construido de revellín se halla en la localidad italiana de Sarzanello y data del año 1497. Los primeros revellines se construyeron de ladrillo, aunque más adelante, a lo largo del siglo XVI en los Países Bajos eran de tierra, ya que absorbía mejor el impacto de los proyectiles.
En el sistema de fortificación seguido por Vauban y en España por los ingenieros de la Real Academia de Matemáticas de Barcelona, el revellín se construía en piedra igual que el lienzo de la muralla.
Por regla general, en los revellines el lado del triángulo que se muestra al interior de la fortaleza no es fortificado y en ocasiones ni siquiera existe, ocupando su lugar escaleras y rampas de acceso a la fortificación para tropas y cañones, así como en algunos casos los cuarteles de la fuerza que ha de guarnecerlos. Esto se hace para evitar que los enemigos puedan hacerse fuertes en ellos si consiguen tomarlos. Otras construcciones anexas a los revellines pueden ser caminos cubiertos por dos muros que unen una poterna en la muralla con el acceso al revellín para trasladar al mismo refuerzos o suministros a cubierto de los fuegos enemigos.
Uno de los conjuntos de fortificaciones de este tipo mejor conservadas en España se encuentra en el Castillo de San Fernando de Figueras.